# Западна Березина
Западна Березина (блр. Заходняя Бярэзіна; рус. Западная Березина) белоруска је река и десна притока реке Њемен (део басена Балтичког мора).
Свој ток почиње недалеко од села Бортники у Маладзаченском рејону Минске области. Тече преко територија Валожинског, Смаргоњског, Ивјевског и Навагрудског рејона.
Укупна дужина водотока је око 226 km, а површина сливног подручја је око4.000 km². Просечан проток у зони ушћа је око 30 m³/s. Под ледом је од средине децембра до друге половине марта. Највиши водостај је крајем марта.
Рељеф у горњем и средњем делу тока је благо издигнут и заталасан, док су уз ниже делове тока карактеристична замочварене равнице.
Речно корито је услед обимних мелиоративних радова претрпело значајне измене. Ширина корита у горњем делу тока је од 5 до 20 метара, у средњем око 20 до 35 м, а при ушћу и преко 50 метара. Укупан пад реке је 172 метра, или у просеку 0,8 м/км тока. Речна долина је ширине до 4 km у доњем делу тока. Наплавна равница уз реку је доста ниска (местимично брдовита) и исушена, максималних ширина од 300 метара до 3 km.
На реци је 1955. саграђена Сакавшчинска хидроелектрана, која је током 70-их година прошлог века затворена. Реконструисана је током 2007. и поново пуштена у рад наредне године, и данас има капацитет од 990.000 kWh годишње.